# Gómez Suárez de Figueroa y Córdoba
Gómez Suárez de Figueroa y Córdoba, conosciuto come il Gran Duca di Feria (Guadalajara, 30 dicembre 1587 – Monaco di Baviera, 12 gennaio 1634), è stato un generale e diplomatico spagnolo.
Era il figlio di secondo letto di Lorenzo IV Suárez de Figueroa y Córdoba, secondo Duca di Feria e secondo Marchese di Villalba e di Isabel de Mendoza.

## Biografia

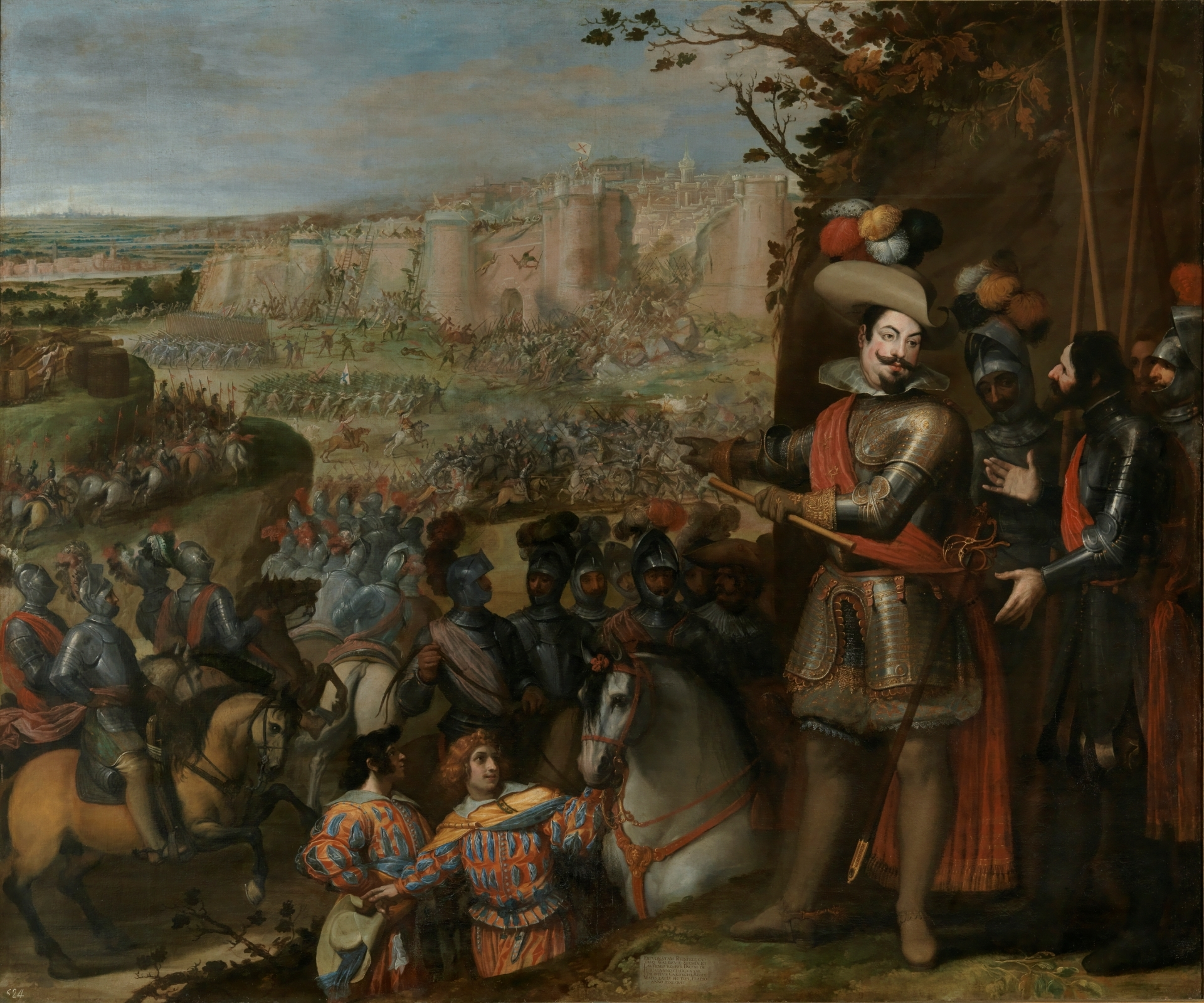
Nel 1633, l'armata spagnola al comando di Don Gómez Suárez de Figueroa, prese possesso della città svizzera di Rheinfelden, nell'intento di collegare i Paesi Bassi spagnoli con il Ducato di Milano. Il dipinto che raffigura l'accaduto è ad opera di Vincenzo Carducci, Museo del Prado.

Gómez Suárez de Figueroa y Córdoba nacque a Guadalajara il 30 dicembre 1587.
Fu capitano generale di Valencia, poi ambasciatore a Roma. Nel 1610, alla morte di Enrico IV, fu mandato in Francia per presentare le condoglianze del re di Spagna alla vedova Maria de' Medici. Maria aveva sempre dimostrato simpatie per la Spagna, e il Suárez concorse a rafforzare tale simpatia e a iniziare una politica di ravvicinamento, della quale furono espressione le duplici nozze tra l'erede del trono di Spagna, Filippo, e Isabella di Francia, figlia di Maria e del morto re Enrico IV, nonché del re Luigi XIII con l'infanta spagnola Anna d'Austria, figlia di Filippo III.
Il Suárez era governatore di Milano nel 1624, quando le truppe francesi invasero improvvisamente la Valtellina, e fu chiamato al comando delle truppe della lega, formata da Spagna, Parma, Modena, Toscana, Genova e Lucca in opposizione a quella, creata da Richelieu, tra Francia, Savoia, Venezia e Olanda. Pertanto, mentre il grande ammiraglio Álvaro de Bazán marchese di Santa Cruz soccorreva Genova assediata, il Suárez obbligava il contestabile di Francia e Carlo Emanuele di Savoia a ritirarsi dal Monferrato; ma la resistenza della fortezza di Verrua arrestava la sua marcia, che mirava a Torino (1625).
Nel 1628, ancora governatore di Milano, con Gaspar de Guzmán y Pimentel conte-duca di Olivares, il marchese di Montes Claros e Francesco Girón, venne nominato da Filippo IV per trattare con i Francesi la questione della successione di Mantova. Si dice che, partigiano della guerra, frapponesse difficoltà alla composizione pacifica della vertenza. Nella guerra fu uno dei principali personaggi: convinto della necessità della continuità del territorio fra l'Impero e i possedimenti spagnoli in Italia, cercò di patteggiare un accordo con i Grigioni per il passaggio delle truppe spagnole. Nella lotta tra Carlo Emanuele I di Savoia e Ginevra aiutò quest'ultima; ma, volendo estorcerne troppo denaro, si alienò le simpatie della popolazione ginevrina. Era da poco finita la guerra di successione di Mantova, quando la Spagna rispondeva all'invito rivoltole dall'imperatore Ferdinando, di soccorrerlo contro Gustavo Adolfo di Svezia. Il Suárez conduceva nel Palatino 12.000 soldati (1632), soccorreva e liberava Costanza assediata dagli avversari, e prendeva il forte di Brisach (1633).
Si ammalò a Strabert nel dicembre 1633 di una "febbre maligna" e morì il 12 gennaio 1634 nella città di Monaco.

## Matrimoni e discendenza
Don Gómez aveva sposato in prime nozze Francisca Cardona y Córdoba e successivamente Ana Fernández de Córdoba y Figueroa, che gli diede un figlio, Gaspar Lorenzo Suárez de Figueroa y Córdoba (1629-1634), quarto Duca di Feria e terzo Marchese di Villalba alla morte del nonno e del padre (1634). Il bambino morì però nel medesimo anno del padre, all'età di 5 anni, e il titolo passò al figlio di suo nonno materno, il Marchese di Priego Alonso Fernández de Córdoba y Enríquez de Ribera.

## Gómez Suárez de Figueroa y Córdoba in letteratura
Gómez Suárez de Figueroa y Córdoba viene citato dal Manzoni nel Capitolo I de I promessi sposi, come autore della "grida" del 6 ottobre 1627 con la quali si bandivano da Milano i "bravi", l'ultima che precedette l'inizio delle vicende narrate nel romanzo.

## Stemma
| Image | Stemma                                           |
| ----- | ------------------------------------------------ |
| \| \| | Gómez Suárez de Figueroa y Córdoba Duca di Feria |
|       |                                                  |